# Mohawk (Oregon)
Els mohawk o Mohawk River  eren una tribu o banda dels amerindis kalapuyes que originàriament vivien a l'àrea del riu Mohawk d'Oregon als Estats Units. Parlaven un dialecte del kalapuya central.
Com les altres bandes dels kalapuyes, van signar el Tractat amb els kalapuya, etc. en 1855, també conegut com el tractat de Dayton, que fou negociat pel Superintendent d'Afers Indis d'Oregon Joel Palmer. En 1856 foren traslladats a la reserva índia Grand Ronde. Actualment els descendents de la banda mohawk formen part de la tribu reconeguda federalment de les Tribus Confederades de la Comunitat Grand Ronde d'Oregon.